# 丹迥旺波
噶玛丹迥旺波（藏語：ཀརྨ་བསྟན་སྐྱོང་དབང་པོ་，威利转写：kar ma bstan skyong dbang po，1606年—1642年），17世纪上半叶统治藏區的藏巴汗政权的最后一任君主。
藏巴汗政权的创始者噶玛彭措南杰1621年得天花病死后，其子丹迥旺波继位。在位22年，期间与五世达赖喇嘛为首的格鲁派为衛藏统治权进行了长期艰苦的争夺，最终于1642年被五世达赖喇嘛引入的外援固始汗击败，不久，被沉河杀害。